# Kursächsische Ganzmeilensäule Adorf

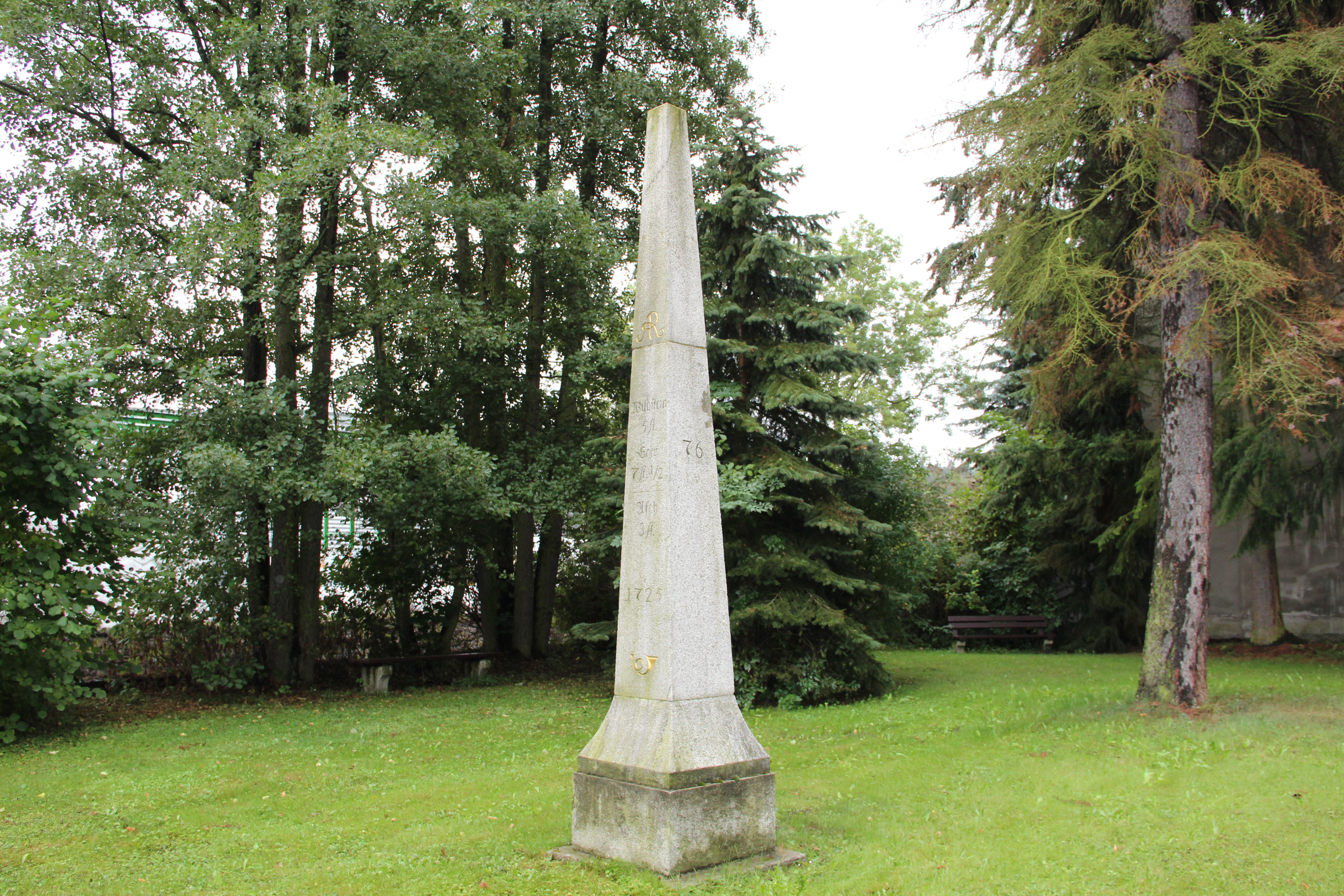
Kursächsische Ganzmeilensäule (2012)

Die kursächsische Ganzmeilensäule Adorf gehört zu den kursächsischen Postmeilensäulen, die im Auftrag des Kurfürsten Friedrich August I. von Sachsen durch den Land- und Grenzkommissar Adam Friedrich Zürner in der ersten Hälfte des 18. Jahrhunderts im Kurfürstentum Sachsen errichtet worden sind. Sie befindet sich auf dem Rasen zwischen Elsterstraße (Bundesstraße 92) und Weißer Elster, südlich der Elsterbrücke (Bundesstraße 283 Richtung Markneukirchen) in der vogtländischen Stadt Adorf/Vogtl. im Vogtlandkreis. 

## Geschichte
Die Ganzmeilensäule trägt die Jahreszahl 1725 und die Reihennummer Nr. 76. Sie befand sich 19 Meilen von Dresden entfernt an der Poststraße über Bad Elster und nach Asch nach Eger. Von der Originalsäule haben sich keine Teile mehr erhalten. Die jetzige Säule ist wie der Kursächsische Viertelmeilenstein Adorf eine Nachbildung aus dem Jahre 1997, die 2020 restauriert wurde.